# Центральная Долина

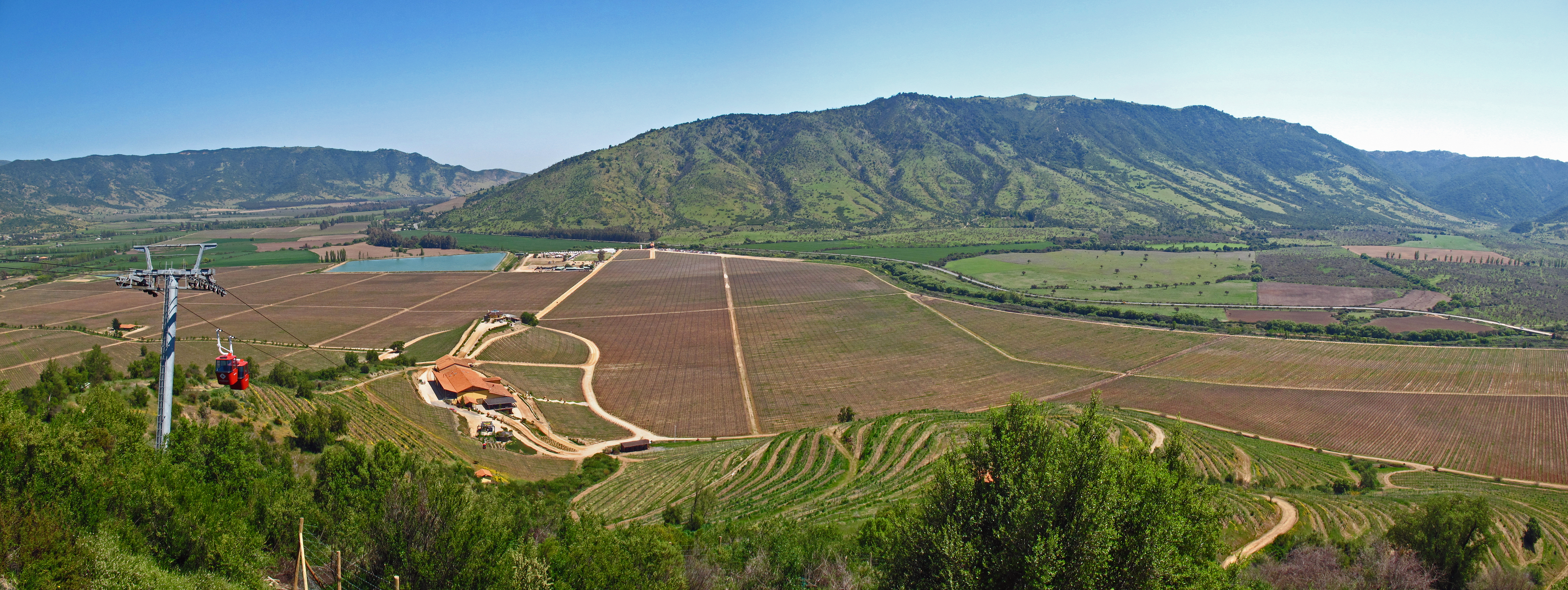
Панорамный вид из Винья Санта Круз в долине Кольчагуа в Чили Центральная Долина

С точки зрения виноградарства Центральная долина в Чили (испанский язык: Valle Central) охватывает регионы О’Хиггинс (VI) и Мауле (VII в), и Столичную область, является основной зоной выращивания для чилийского вина и совпадает с одноимённым историческим регионом.

## Субрегионы

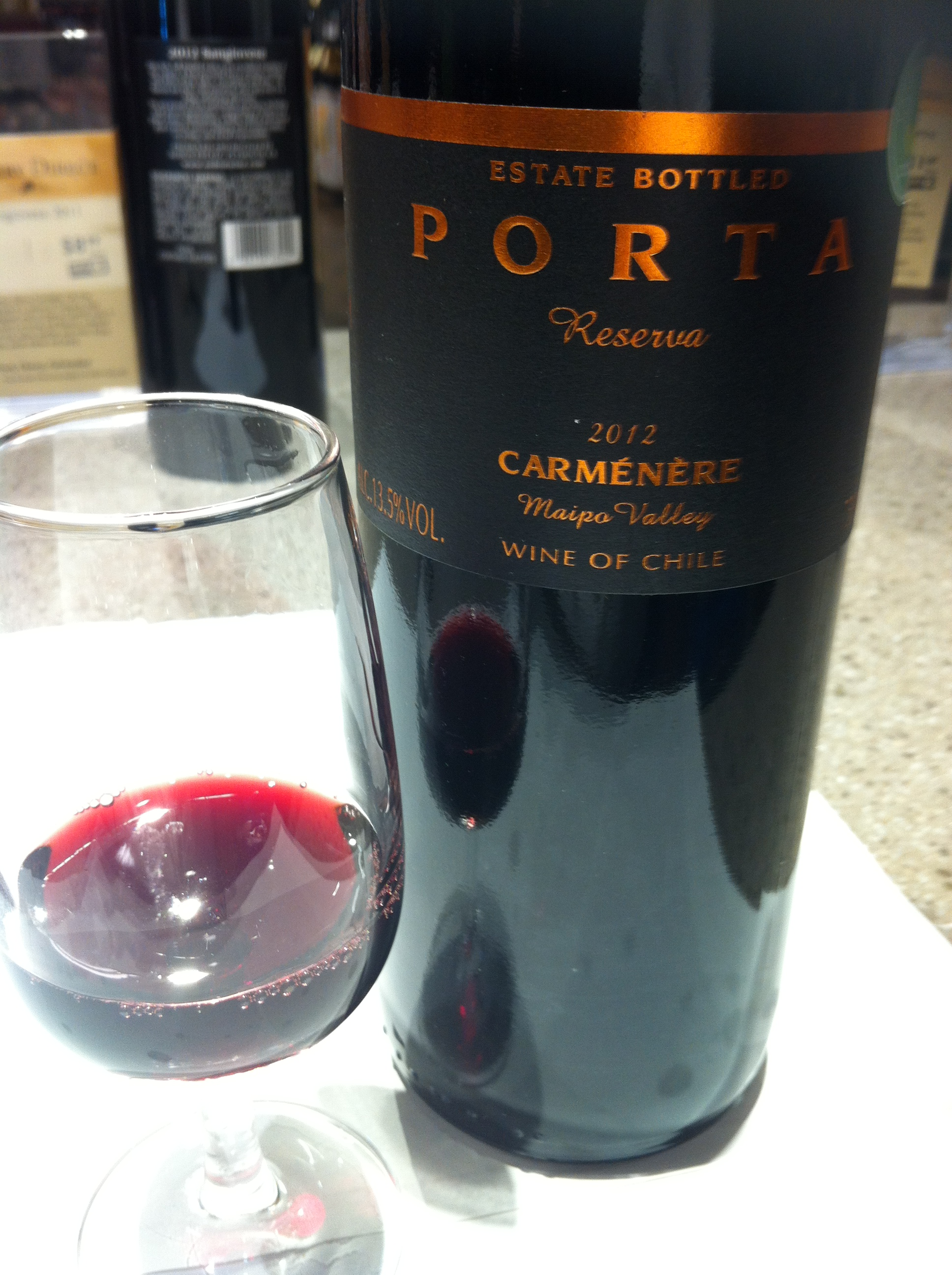
Карменер из долины Майпо.

Это самый производительный и всемирно известный винодельческий регион Чили, что обусловлено преимущественно его близостью к столице страны Сантьяго. Он находится по другую сторону Андов от такого винодельческого региона Аргентины как провинция Мендоса. В Центральной долине расположены четыре винодельческих субрегиона: Долина Майпо, регион Rapel, долина Курико и долина Мауле.
- Долина Майпо наиболее культивируема и известна своим сортом Каберне Совиньон.
- Регион Rapel, находящийся в провинции Кольчагуа известен своими Карменер и Каберне.
- Курико имеет и красные и белые сорта винограда, однако но наиболее широко известен благодаря сорту Шардоне.
- Долина Мауле имеет наиболее крупные виноградники сорта Pais; который, однако, в последнее время вытесняется другими сортами красного винограда.[1]

## Почвы
Почва долины Майпо отличается высокой соленостью. Это связано с тем, что вода для орошения берётся из реки Майпо. Так же отмечают низкий уровень калия, который также имеет некоторое влияние на виноградники. Виноградники в Мауле также страдают от низкого уровня калия, и от недостаточно высокого уровня азота. Использование современных винодельческих технологий и приёмов в этих регионах компенсируют некоторые из этих эффектов.